# توماس هاید

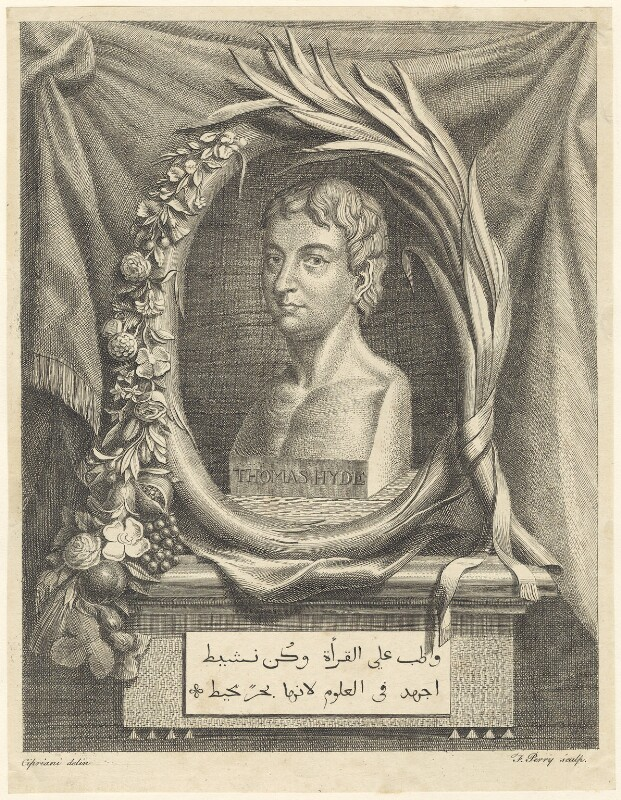
طرح‌نگاره‌ای از چهرهٔ توماس هاید، خاورشناس انگلیسی

توماس هاید(به انگلیسی: Thomas Hyde)(زادهٔ ۲۹ ژوئن ۱۶۳۶- مرگ ۱۸ فوریه ۱۷۰۳) خاورشناس انگلیسی و نویسنده کتاب Historia Revolutionis veterum Persarum (1700) بود.

## زندگی
او زادهٔ بلنگسلی در شراپشایر بود. پدر کشیشش در زبان‌های شرقی استعدادی داشت و نخستین درس‌ها را در اینباره او به فرزندش داد.
توماس جوان نخست در کالج ایتن به آموختن پرداخت. در شانزده سالگی به کالج کینگ کمبریج رفت. در آنجا زیر نظر آبراهام ویلاک استاد زبان عربی به چابکی به فراگرفتن زبان‌های شرقی پرداخت و یک سال پس از آن رهسپار لندن شد تا به برایان والتن در نگارش انجیل چندزبانه‌اش یاری‌رساند. او گذشته از تصحیح متن‌های عربی، فارسی و سریانی، هاید ترجمهٔ کتاب اسفار پنج‌گانه را که در ۱۵۴۶ در قسطنطنیه با الفبای عبری چاپ‌شده بود را به الفبای فارسی برگرداند.
در ۱۶۹۱ او سرانجام با گذراندن پایه‌های پیشرفت استاد زبان عربی شد و اندکی پس از آن به کرسی استادی عبری تکیه زد. در ۱۷۰۱ او که از نقرس رنج می‌برد از وظیفه‌هایش کناره‌گیری کرد و دو سال پس از آن مرد.

## کارنامه
هاید از نخستین کسانی در اروپا بود که به زبان‌های شرقی توجه مستقیم نشان می‌داد. او حتی از یک کشیش یسوعی چینی به نام مایکل شن فو-تسونگ زبان چینی را نیز آموخته‌بود. او به زبان‌های فارسی، عربی، ترکی، سُریانی، عبری، و مالایی چیرگی داشت. بزرگ‌ترین اثر او کتاب تاریخ دین کهن ایرانی بود که به سال ۱۷۰۰ میلادی نگارش آن را به پایان برد. هاید در این کتاب کوشید تا با ارائهٔ مدارکی شرقی نشان دهد که انگاره‌های رومی-یونانی دربارهٔ دین ایرانیان باستان نادرست بوده است. او زرتشت را اصلاح‌گری دینی می‌دانست.